# Peter Seisenbacher
Peter Seisenbacher (Vienna, 25 marzo 1960) è un ex judoka austriaco.

## Biografia
Ha rappresentato l'Austria ai Giochi olimpici estivi di Los Angeles 1984 e Seul 1988 vincendo in entrambe le edizioni la medaglia d'oro nella categoria -86 chilogrammi.

## Controversie
È stato processato per molestie sessuali nei confronti di tre minorenni e di abuso di autorità, dopo essere stato indagato a seguito delle denunce fatte tra il 2013 e 2014 da due donne che all'epoca dei fatti erano minorenni. Seisenbacher avrebbe abusato delle sue allieve, una delle quali appena undicenne, ripetute volte, nel periodo compreso tra il 1998 e il 2001, quando lavorava come allenatore. Avrebbe tentato di molestare anche una terza ragazzina, la quale però l'avrebbe sempre respinto. Dopo lo scandalo ha fatto perdere le sue tracce in Ucraina, ma dopo un vano tentativo di fuga con l'utilizzo di passaporto falso, è stato fermato in Polonia della forze dell'ordine ed estradato in Austria. Seisenbacher, che in passato ha insegnato Judo anche in Georgia e Azerbaigian, è attualmente difeso dall'avvocato Bernhard Lehofer ed è in attesa di giudizio. Il Tribunale di Vienna lo ha ritenuto colpevole e condannato alla pena detentiva di 5 anni.

## Palmarès

### Olimpiadi
- 2 medaglie:
  - 2 ori (Los Angeles 1984 nei −86 kg; Seul 1988 nei −86 kg)

### Mondiali
- 1 medaglia:
  - 1 oro (Seul 1985 nei −86 kg)

### Europei
- 8 medaglie:
  - 1 oro (Belgrado 1986 nei −86 kg)
  - 3 argenti (Vienna 1980 nei −86 kg; Parigi 1983 nei −86 kg; Belgrado 1986 nell'open)
  - 4 bronzi (Liegi 1984 nei −86 kg; Hamar 1984 nei −86 kg; Parigi 1987 nei −86 kg; Pamplona 1988 nei −86 kg)